# Varietà simplettica
In matematica una varietà simplettica è una varietà differenziabile liscia munita di una 2-forma chiusa non degenere {\displaystyle \omega }, definita forma simplettica. Lo studio delle varietà simplettiche è denominato geometria simplettica. Esso deriva dalle formulazioni astratte della meccanica classica e della meccanica analitica, come il fibrato cotangente di una varietà, ad esempio nella riformulazione hamiltoniana della meccanica classica.
Una qualsiasi funzione differenziabile, {\displaystyle H}, a valori reali che lavora su una varietà simplettica fa da hamiltoniana o funzione energia. Ad ogni hamiltoniana è associato un campo vettoriale hamiltoniano; i moti naturali del sistema hamiltoniano sono soluzioni delle equazioni di Hamilton-Jacobi. Tramite il campo hamiltoniano è possibile definire un flusso sulla varietà simplettica, chiamato simplettomorfismo o flusso hamiltoniano. Per il teorema di Liouville, il flusso hamiltoniano preserva la forma volume sullo spazio delle fasi.

## Definizione
Una forma simplettica su una varietà {\displaystyle M} è una 2-forma differenziale non degenere chiusa, {\displaystyle \omega }. La coppia {\displaystyle (M,\omega )} si chiama varietà simplettica. Chiariamo la definizione, con il termine non degenere intendiamo che data una base {\displaystyle X_{i}} dello spazio tangente di {\displaystyle M} in un punto, la matrice
{\displaystyle \Omega _{ij}=\omega (X_{i},X_{j})}
è invertibile (il determinante è diverso da 0). La richiesta di {\displaystyle \omega } chiusa significa che
{\displaystyle d\omega =0}
dove {\displaystyle d} è la derivata esterna.
Notiamo come la richiesta di non degenerazione imponga la parità della dimensione di una varietà simplettica; infatti {\displaystyle \Omega } è antisimmetrica, ossia {\displaystyle \Omega _{ij}=-\Omega _{ji}}, per cui l'invertibilità della matrice implica la parità delle sue righe (e colonne).

## Sistema di coordinate canonico
Consideriamo una varietà simplettica {\displaystyle (M,\omega )} con un sistema di coordinate, o una carta, denotata con la notazione {\displaystyle x^{i}} dove {\displaystyle i=1,\ldots ,2n}.

### Definizione
Una carta {\displaystyle x^{i}} si dice canonica, o sistema di coordinate canonico se accade che
{\displaystyle \omega =\sum _{i=1}^{n}dx^{n+i}\wedge dx^{i}}
spesso per il sistema di coordinate canonico si usa la notazione classica ponendo {\displaystyle x^{i}=q^{i}} e {\displaystyle p_{i}=x^{n+i},} con {\displaystyle i=1,\ldots ,n,} cosicché la forma simplettica si riscrive (usando la notazione di Einstein)
{\displaystyle \Omega =dp_{i}\wedge dq^{i}.}

### Teorema di Darboux
Ogni varietà simplettica possiede un atlante formato da sistemi di coordinate canonici.

## Varietà simplettica lineare
La varietà simplettica standard è {\displaystyle \mathbb {R} ^{2n}}, siano {\displaystyle x^{i},} con {\displaystyle i=1,\ldots ,2n,} le coordinate cartesiane su {\displaystyle \mathbb {R} ^{2n}}, con la forma simplettica data da
{\displaystyle \omega =\sum _{i=1}^{n}dx^{i}\wedge dx^{n+i}}
e in forma matriciale
{\displaystyle \omega ={\begin{bmatrix}0&I_{n}\\-I_{n}&0\end{bmatrix}}.}
Questa particolare struttura simplettica è importante perché il teorema di Darboux dice che tutte le varietà simplettiche sono localmente isomorfe alla varietà simplettica standard.

## Sottovarietà lagrangiane
Data una varietà simplettica {\displaystyle (M,\omega )} di dimensione {\displaystyle 2n}, di particolare importanza sono le sottovarietà lagrangiane. Una sottovarietà lagrangiana è definita come una sottovarietà {\displaystyle L\subset M} di dimensione {\displaystyle n} tale che {\displaystyle \omega } è identicamente zero su ogni spazio tangente ad {\displaystyle L}. Vi sono numerosi esempi di sottovarietà lagrangiane, come la sezione zero del fibrato cotangente {\displaystyle T^{*}Q} di una varietà {\displaystyle Q} e il grafico di un simplettomorfismo {\displaystyle M\to N} inteso come una sottovarietà di {\displaystyle M\times N} con un'adeguata forma simplettica. Tale ubiquità le rende uno dei principali oggetti di studio della geometria simplettica, al punto che un motto di Alan Weinstein è "qualsiasi cosa è una sottovarietà lagrangiana".

## Forma volume simplettico
Una varietà simplettica {\displaystyle (M,\omega )} possiede una forma volume indotta in maniera naturale dalla sua struttura, più precisamente dalla 2-forma.

### Definizione
Si definisce forma volume simplettico, o la forma di Liouville indotta da {\displaystyle \omega } la
{\displaystyle \Xi _{\omega }\equiv \xi :={\frac {(-1)^{n(n-1)/2}}{n!}}\wedge ^{n}\omega .}
Utilizzando un sistema di coordinate canonico, che esiste sempre per il teorema di Darboux, la forma di Liouville assume l'aspetto
{\displaystyle \xi :=dq^{1}\wedge \cdots \wedge dq^{n}\wedge dp_{1}\wedge \cdots \wedge dp_{n}.}

### Proprietà
1. Siccome tutte le forme volume inducono un'orientazione su una varietà anche {\displaystyle \xi } porta un'orientazione sulla varietà simplettica che viene chiamata anche l'orientazione naturale di {\displaystyle M}.
2. La forma volume di Liouville induce una misura positiva sui borelliani di {\displaystyle M}. Definita

{\displaystyle |{\mathcal {B}}|=\int _{(q,p)({\mathcal {B}})}dq^{1}\cdots dq^{n}dp_{1}\cdots dp_{n},}
dove {\displaystyle {\mathcal {B}}} è un borelliano di {\displaystyle M} e si è usato il sistema di coordinate canonico.

## Gradienti simplettici
Sia {\displaystyle (M,\omega )} una varietà simplettica e {\displaystyle H} una funzione scalare su {\displaystyle M.}
Chiamiamo gradiente simplettico di {\displaystyle h} il campo vettoriale {\displaystyle X} su {\displaystyle M} definito come l'unico campo vettoriale tale che
{\displaystyle \omega (X,\cdot )=-dH,}
dove {\displaystyle dH} è il differenziale di {\displaystyle H}.

## Sistema hamiltoniano
Notiamo che
{\displaystyle \omega (X,\cdot )\colon TM\to T^{*}M}
è biettiva per via della non degenerazione di {\displaystyle \omega ,} allora è possibile definire un'applicazione inversa
{\displaystyle I\colon T^{*}M\to TM}
che prende il nome di tensore di Poisson tale che
{\displaystyle \omega (I\alpha ,\cdot )=\alpha ,}
dove {\displaystyle \alpha \in T^{*}M}.
Grazie a questo nuovo operatore il gradiente simplettico si può riscrivere come {\displaystyle X=IdH} che prende anche il nome di campo vettoriale hamiltoniano e la relativa equazione differenziale associata prende il nome di equazione di hamilton di hamiltoniana {\displaystyle h}.
La terna {\displaystyle (M,\omega ,H)} si chiama sistema hamiltoniano, e la varietà simplettica {\displaystyle (M,\omega )} si definisce anche spazio delle fasi.